# 구사카촌 (오사카부)
구사카촌(일본어: 孔舎衙村)은 일본 오사카부 나카카와치군에 설치되었던 촌이다. 현재의 히가시오사카시 북동부에 해당한다.

## 역사
- 1889년 4월 1일 - 정촌제 시행으로, 가와치군 히네이치촌(日根市村) 발족.
- 1896년 4월 1일 - 군 통폐합으로 나카카와치군 소속으로 변경.
- 1912년 10월 1일 - 구사카촌(孔舎衙村)으로 개칭.
- 1955년 1월 11일 - 나카카와치군 이시키리정·히라오카정·나와테정과 합병하여 히라오카시(枚岡市)가 발족. 구사카촌 폐지.

## 교통

### 철도
- 긴키 닛폰 철도
  - 긴테쓰 나라선

### 도로
- 국도 제170호선

## 참고문헌
- 角川日本地名大辞典 27 大阪府